# 영종구청장 선거
영종구청장 선거는 인천광역시 영종구의 구청장을 선출하는 선거이다.

## 역대 민선 영종구청장
| 선거   | 정당 | 정당 | 구청장 |
| ------ | ---- | ---- | ------ |
| 2026년 |      |      |        |